# Sztoła
Sztoła (dawniej: Czartoria) – zanikła rzeka, do stycznia 2022 roku płynąca w województwach małopolskim i śląskim, o długości 14,5 km i powierzchni dorzecza 153,8 km², przepływała w większości przez gminę Bukowno, stanowiła lewobrzeżny dopływ Białej Przemszy i była jednym z jej najważniejszych dopływów (2,2 m³/s Sztoły względem 4,14 m³/s Białej Przemszy).

## Źródła
Naturalne źródła Sztoły znajdowały się pierwotnie w lasach między miejscowością Żuradą a Podlesiem (dzielnica miasta Bukowno, leśnictwa Żurada i Podlesie). Górny, naturalny odcinek cieku zaginął w leju depresyjnym kopalni „Pomorzany”, a wodę współcześnie pobiera ponownie z rzeki „Baba” dopiero od skraju miasta Bukowno. Wyraźnie widoczny jest wpływ kopalni oraz kopalni piasku „Szczakowa” w Jaworznie na warunki hydrogeologiczne oraz chemizm wód. W związku z likwidacją kopalni „Olkusz-Pomorzany”, która zasila poprzez rzekę „Baba” wody Sztoły, doszło do całkowitego zaniknięcia rzeki.

## Charakterystyka
Znana dawniej z wyjątkowo czystych wód, miejsce połowu pstrąga. Sztoła rozpoczynała swój bieg wypływając z wzniesienia pokrytego buczyną i płynęła w stronę miasta Bukowno, mijając po drodze teren po byłej jednostce wojskowej oraz opuszczone osady Polis i Podpolis. Sztoła teoretycznie dochodziła do cofki i zbiornika „Leśny dwór” w Bukownie, w praktyce wysychała jednak około 1 km od zbiornika. Dalszy ciek wodny był zasilany z rzeki Baba, która de facto była w 100% zasilana wodami kopalnianymi z kopalni Pomorzany w Olkuszu, stąd unikatowa czystość wód.
Sztoła uchodziła do Białej Przemszy w osadzie Ryszka w Sławkowie, gdzie była zlokalizowana rozebrana już stacja poboru wody ze Sztoły, która zaopatrywała w wodę Sosnowiec i okolice. Poboru wód zaprzestano w 2005 roku z powodu podwyższonego poziomu ołowiu w rzece, związanego z działalnością pobliskiej kopalni cynku i ołowiu.

## Turystyka

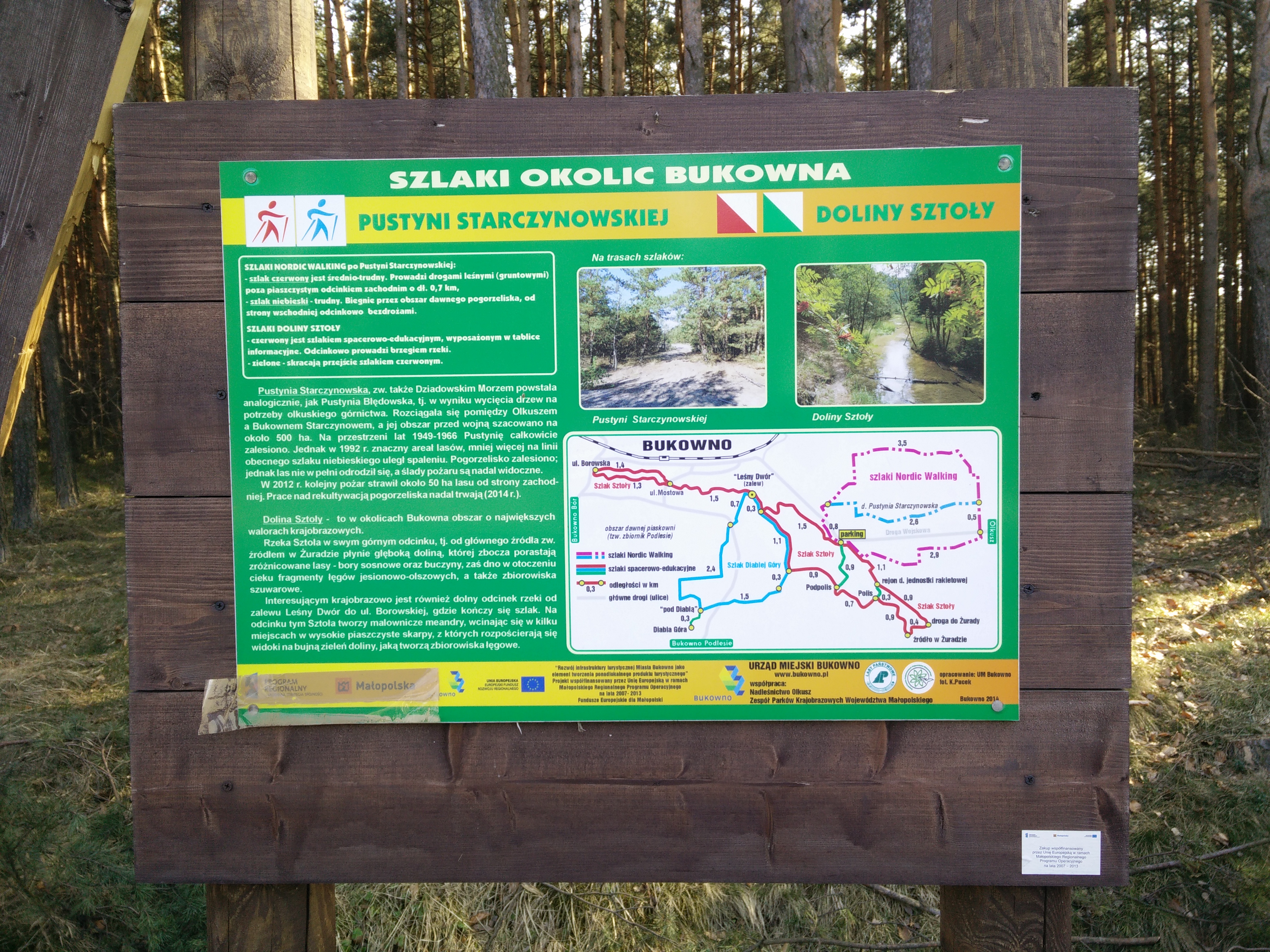
Szlaki turystyczne w okolicach Sztoły

Rzeka przez wieki tworzyła swoją malowniczą dolinę rzeźbiąc wąwozy i zakola, które można podziwiać przez cały bieg tej rzeki. Sztoła na całej długości płynęła w otoczeniu lasów (u źródeł – buczyn, dalej – borów sosnowych).
W lasach okalających rzekę spotyka się wiele zwierząt (m.in. łosie, sarny, dziki) oraz 170 gatunków roślin.
Pierwsze 3 km Sztoły były wolne od przeszkód, dzięki czemu w latach 2014–2021 odbywały się na tym odcinku regularne spływy komercyjne. Jest to bardzo prosty odcinek, który nadawał się do spływu z dziećmi lub bikeraftingu i był popularną atrakcją turystyczną regionu. Na trasie spływu, przy zakolu rzeki, znajdowała się plaża. W dalszym odcinku rzeka przyjmowała górski charakter pozostając jednak spławną.
Ze względu na bogactwo przyrodnicze i unikalny krajobraz w dolinie rzeki występują też popularne piesze szlaki turystyczne.

## Wędkarstwo
W Bukownie działa koło PZW nr 107 okręg Katowice przy ul. Niepodległości 1a, ponadto jest tam kilka sklepów wędkarskich.
Rzeka raczej nie nadawała się do brodzenia (silny nurt i dość wąskie koryto, w niektórych miejscach głębokie).
Ryby występowały na całej długości rzeki.

## Ochrona przyrody

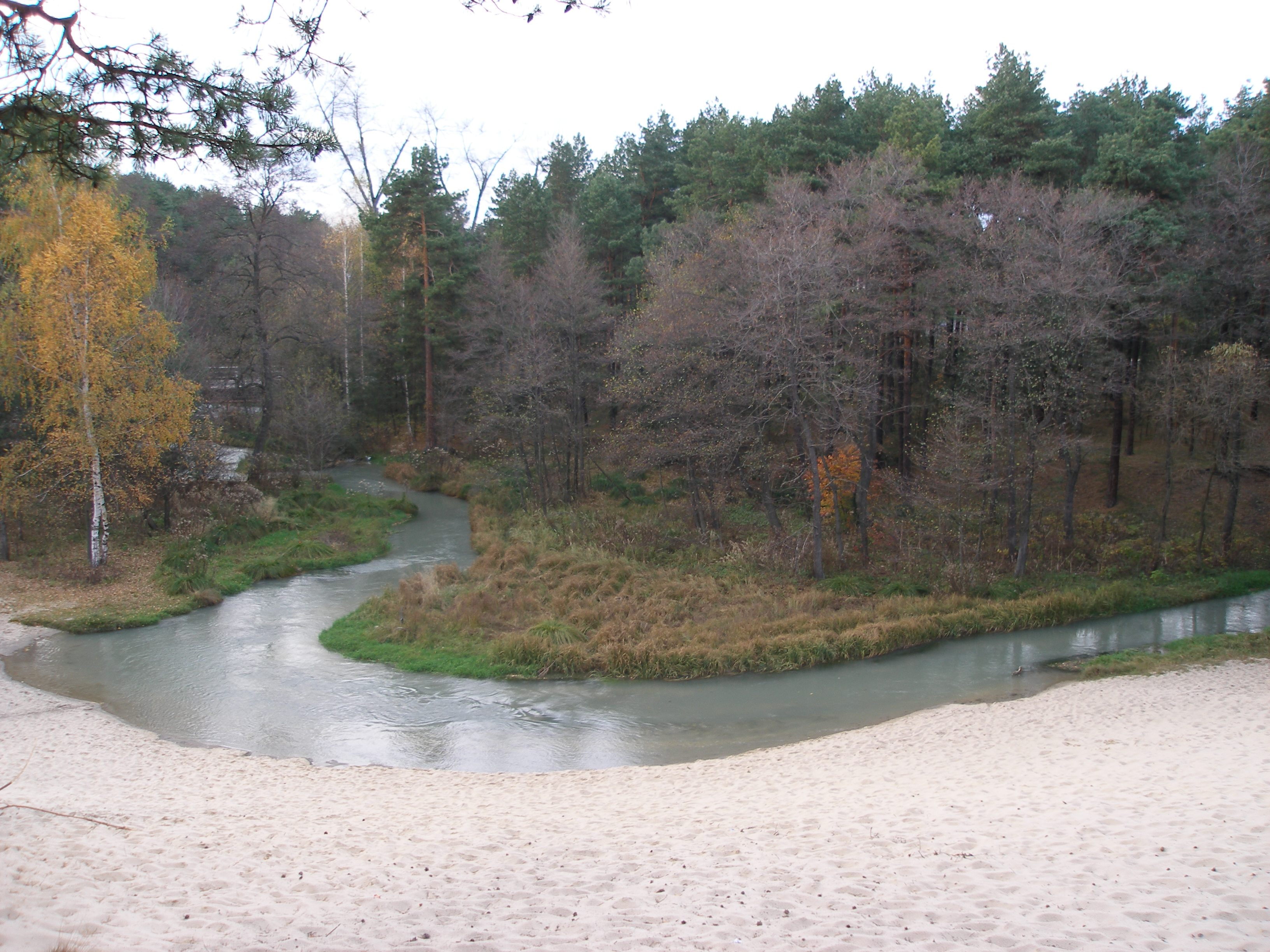
Sztoła w 2007 roku

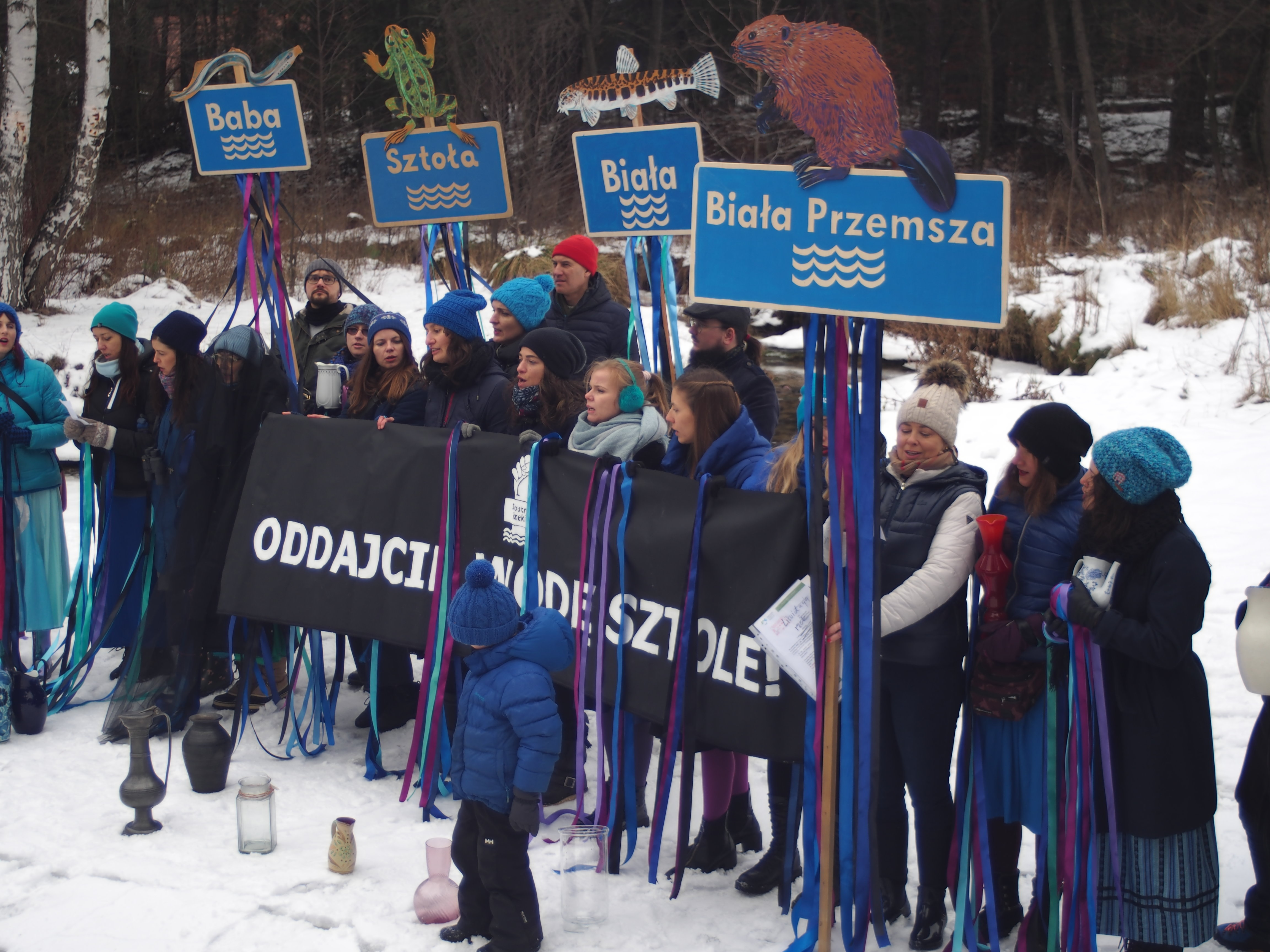
Protest przeciw wyłączeniu pomp zasilających rzekę – styczeń 2022

Jest to miejsce występowania rzadkich gatunków roślin i zwierząt. W dolinie rzeki odnotowano występowanie następujących chronionych gatunków:
- Widłak jałowcowaty,
- Wawrzynek wilczełyko,
- Kukułka plamista,
- Kukułka szerokolistna,
- Kruszczyk rdzawoczerwony,
- Kosaciec syberyjski – ochrona ścisła – kategoria zagrożenia w Polsce wg Czerwonej listy roślin i grzybów Polski – V (narażony na wyginięcie),
- Grzybień biały,
- Pomocnik baldaszkowy[1].

W dniu 18 września 1996 r. uchwałą nr XIX/161/96 rady miejskiej w Bukownie wprowadzono ochronę indywidualną „Doliny rzeki Sztoły wraz ze strefą ochronną”.
W dniu 28 listopada 2011 objęty został ochroną górny odcinek rzeki w ramach Parku Krajobrazowego Dolinki Krakowskie uchwałą Sejmiku Województwa Małopolskiego nr XV/247/11
Jedno z naturalnych źródeł Sztoły, położone w Żuradzie ma status pomnika przyrody.

## Katastrofa ekologiczna
W styczniu 2022 roku wskutek wyłączenia pomp odwadniających w kopalni Pomorzany (od roku 2020 w likwidacji) rzeka, która dotąd zasilana była wodą odpompowywaną z tej kopalni, wyschła.